# Johan Kooy

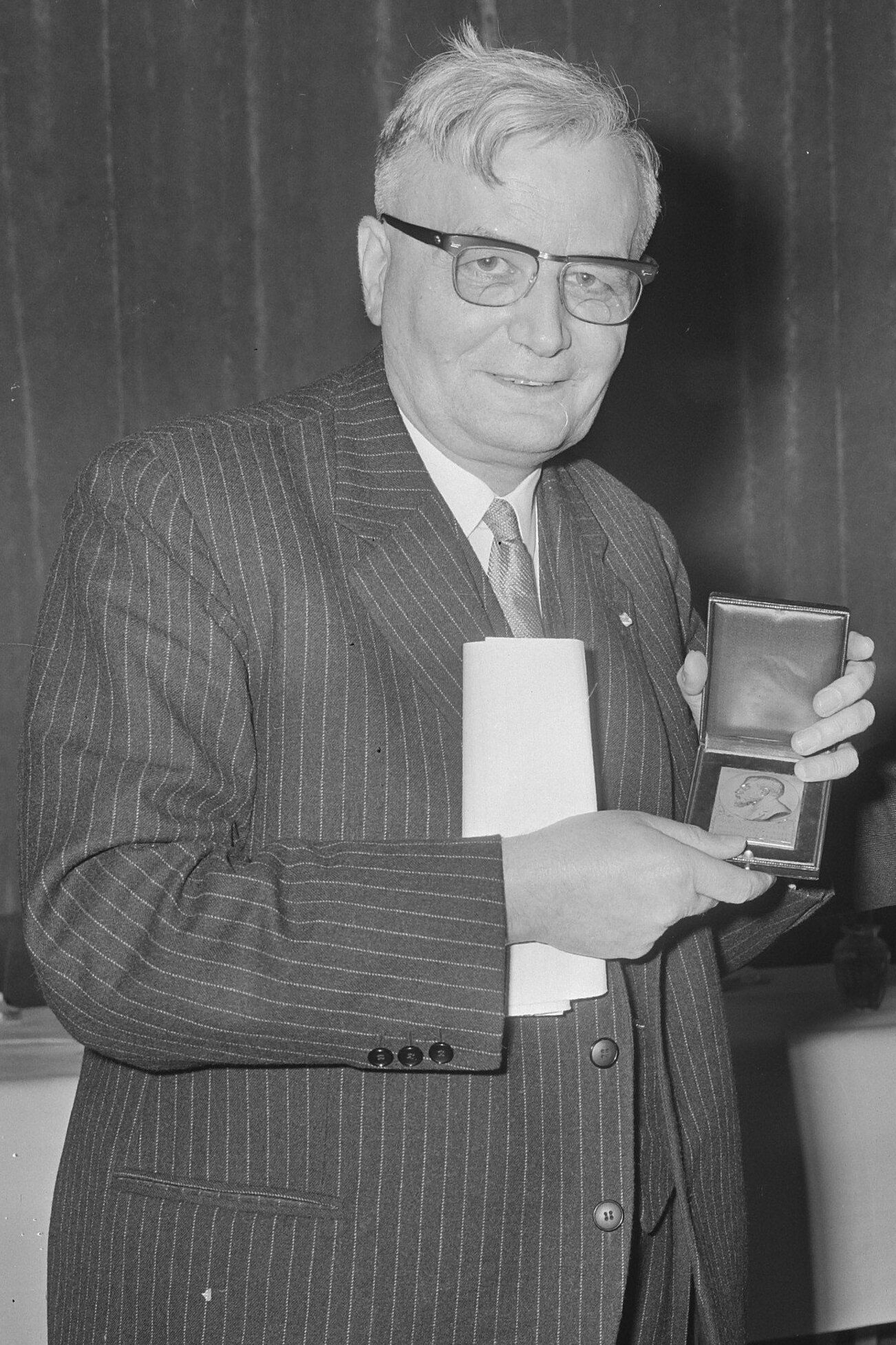
Johan Kooy met de aan hem uitgereikte Henri Poincaré-medaille, 1965

Johannes Marie Joseph (Johan) Kooy (Rotterdam, 13 juli 1902 – Breda, 25 februari 1983) was een Nederlands elektrotechnisch ingenieur en ruimtevaartdeskundige.

## Levensloop
Kooy was een groot bewonderaar van Jules Verne. Op 12-jarige leeftijd richtte hij een club van schooljongens-astronomen op. In 1920 behaalde hij zijn examen aan de HBS in Rotterdam. Zijn ingenieursdiploma haalde hij in Delft in 1927, waarna hij in 1936 in Leiden promoveerde tot doctor in de wis- en natuurkunde.
In 1946 werd hij lector aan de Koninklijke Militaire Academie (KMA). Hij had tevens een leeropdracht bij de afdeling Vliegtuigbouwkunde in Delft. Op 1 juni 1966 werd hij benoemd tot hoogleraar rakettentechniek aan de KMA.
In 1952 werd hij voorzitter van de toen net opgerichte Nederlandse Vereniging voor ruimtevaart.
Kooy publiceerde tevens over parapsychologie. Hij was lid van de Parapsychological Association.

## Publicaties (selectie)
- Theorie der optische Activiteit (diss. Leiden), 1936
- Ballistics of the future : with special reference to the dynamical and physical theory of the rocket weapons, 1946 (met J.W.H. Uytenbogaart)

## Eretitels
- Ridder in de Orde van de Nederlandse Leeuw
- Officier in de Orde van Oranje-Nassau
- Commandeur de l'Ordre du Mérite pour la Recherche et l'lnvention
- Drager van de gouden Hermann Oberth-medaille
- onderscheiden met de Henri Poincaré-medaille[1] (1965[9])

## Prof. Kooy-fonds
In 1983 werd door het KIVI een naar hem genoemd fonds opgericht ter bevordering van de ontwikkeling van de ballistiek in Nederland.